# Любимець 2007
«Любимець 2007» (болг. ФК Любимец 2007) — болгарський футбольний клуб з міста Любимець. У сезоні 2013/14 клуб виступав у вищому дивізіоні Болгарії, вперше у своїй історії, але зайняв останнє місце і відразу його покинув.
Домашньою ареною клубу є місцевий Муніципальний стадіон, що вміщає близько 4 000 осіб.

## Історія
Клуб був заснований в 1921 році і спочатку носив назву «Мариця». У 1947 році він змінив його на «Стрела». У 1960-ті роки клуб остаточно отримав свою нинішню назву «Любимець». Команда виключно брала участь у аматорському третьому і четвертому дивізіонах болгарського футболу і була розпущена в кінці сезону 1993/94.
У 2007 році клуб був відновлений під назвою «Любимець 2007». У своєму першому ж сезоні команда вперше в історії пробилася у другий дивізіон. У дебютному сезоні на професіональному рівні команда посіла 7-е місце. Протягом наступних п'яти сезонів команда була у верхній частині таблиці східної групи.
9 січня 2013 колишній гравець клубу Веселін Веліков був призначений головним тренером. Під його керівництвом через чотири місяці «Любимець 2007» вперше в історії клубу вийшов до вищого дивізіону, зайнявши 2-е місце в Групі Б.
Перший сезон у вищому дивізіоні розпочався перемогою 1:0 над діючими чемпіонами клубом «Лудогорець». Загалом «Любимець» завоював 9 очок у своїх перших чотирьох матчах, включаючи перемоги в матчах з «Локомотивом» (Софія) та учасником Ліги Європи «Ботевом» (Пловдив). Однак після п'ятого туру все змінилось і команді вдалося виграти лише одну з наступних 18 ігор і команда закінчила регулярний чемпіонат на 12 місці з 14. У втішному етапі вони виграли лише один з дванадцяти матчів і зайнявши останнє місце понизились у класі.
Незважаючи на те, що «Любимець» повинен був грати в другому дивізіоні в наступному сезоні 2014/15, клуб не отримав професіональну ліцензію, і був відправлений відразу до аматорської третьої ліги

## Досягнення
Група «Б»
- 2-е місце: 2012/13

## Тренери
Після відновлення
|                 | \| Ім'я \| Країна \| Дата \| \| --------------- \| ------ \| -------------------------- \| \| Дімчо Марков \| \| червень 2006–жовтень 2008 \| \| Івайло Петев \| \| жовтень 2008–серпень 2009 \| \| Стамен Белчев \| \| серпень 2009–вересень 2012 \| \| Красимір Мечев \| \| вересень 2012–січень 2013 \| \| Веселін Великов \| \| січень 2013–серпень 2013 \| \| Красимір Мечев \| \| 10 серпня 2013–січень 2014 \| \| Войн Войнов \| \| 2014 \| |                            |
| Ім'я            | Країна | Дата                       |
| Дімчо Марков    | Болгарія | червень 2006–жовтень 2008  |
| Івайло Петев    | Болгарія | жовтень 2008–серпень 2009  |
| Стамен Белчев   | Болгарія | серпень 2009–вересень 2012 |
| Красимір Мечев  | Болгарія | вересень 2012–січень 2013  |
| Веселін Великов | Болгарія | січень 2013–серпень 2013   |
| Красимір Мечев  | Болгарія | 10 серпня 2013–січень 2014 |
| Войн Войнов     | Болгарія | 2014                       |